# 陳雅琳
陳雅琳（1966年4月29日—），臺灣新聞工作者、高階媒體主管、大學教師。現任華視新聞資訊台《新聞高峰會》、《踏出地平線》、《World News 9陳雅琳世界晚報》主持人、製作人。
陳從小出身貧困，但其個性堅強，被譽為「新聞界的阿信主播」；另外因擅長故事性報導，並長期關懷環境及人權議題，也被稱為「臺灣最會說故事的主播」。

## 生平
在成為記者前，陳雅琳曾當過七年的小學教師，但「為了追求真相的重要性」，在達到師專公費生需服務教職的年限後，決定放棄教職，轉換跑道成為自由時報記者。在成為記者的第一週，就跑出人生第一條頭版頭條的獨家新聞。
於TVBS擔任記者期間，主跑政治新聞，並使得當時TVBS-N的收視居高。其他七家新聞頻道也因為TVBS的獨家新聞，而聯合共享TVBS以外七家新聞媒體的採訪畫面。2005年6月10日，陳雅琳在TVBS-N播報最後一集的午間新聞後辭職，跳槽三立新聞台，擔任《三立新聞八點檔》、《新聞多異點》主播，並出任三立新聞台總編輯。並被《讀者文摘》選為百大受信賴人物。
2007年，曾隨馬拉松好手林義傑到極地採訪，因嚴寒氣候導致氣管凍傷，不過依舊擠出聲音敬業播報。2009年11月21日，以採訪「人參作物」製作單元節目《台灣亮起來》報導為由，交涉數月後核准入境朝鮮民主主義人民共和國進行採訪，於三立新聞台報導「直擊世界火藥庫—北韓」一節目。
2013年12月30日，在沒有經過任何專業訓練下，受到北京大學一同攻讀EMBA的同班同學影響及鼓勵，搭機前往海南島完成人生第一次的自行車環島初體驗，4天800公里的路程中，還遭遇車禍見紅。
2016年9月19日，陳雅琳離開三立新聞台。並於同年9月26日轉戰壹電視，出任新聞台總編輯，並擔任《壹電視晚間新聞》主播及節目主持人，並曾前往北韓、日本福島、印度達蘭薩拉等地採訪。
2018年3月，赴敘利亞戰區採訪，但在過程中發生車禍腦震盪，留下頭暈的後遺症。
2020年7月，陳雅琳赴台南訪問黃偉哲時右眼失明，在專訪結束後緊急送醫，被診斷為視網膜剝離緊急開刀，並暫時休養一個月，期間的節目也由代班主持人播報。
2021年4月9日-2022年10月30日，華視宣布董事會通過陳雅琳擔任華視新聞資訊台台長職務。
2021年4月28日，資深主播陳雅琳確定於5月3日起擔任《1900華視晚間新聞》主播，坦言對收視有壓力但有信心，立志打造、捨棄從網路瀏覽器、監視器、行車紀錄器非必要三器新聞。
2022年1月21日-2022年4月22日，原華視總經理莊豐嘉請辭獲准，陳雅琳暫代總經理一職。
2022年4月，陳雅琳推出華視首款主播貼圖。
2022年4月22日，因華視多次疏失於新聞跑馬燈版面出現錯誤快訊，陳雅琳請辭台灣公共廣播電視集團、中華電視公司代理總經理一職，同日決定25日起暫停新聞播報，華視晚間新聞由主播葉映彤上陣播報。
2022年8月3日，因美國眾議院議長裴洛西訪台，短暫回歸一天主播台，播報1900《華視晚間新聞》。

### 家庭
- 從小出身貧困，父親早逝、母親是成衣加工廠女工；求學時期為減輕母親負擔，因此選讀台南師專[8]。
- 1998年與時任公視主播余佳璋結婚；但於2006年2月簽字離婚，沒有子女[9]。離婚12年後，她於採訪時鬆口原因：「因為我嫁了個不願生小孩的老公」[10]。
- 2009年9月1日出刊的《壹週刊》第432期報導，一年半前，藝人白冰冰介紹陳雅琳與小她七歲的高雄縣鳳山市前市長黃八野的兒子、也是高雄縣議員黃璽文認識，但兩人直到2009年7至8月間才陷入熱戀。但這段感情在維持一年多後，最終因雙方對結婚時間未達成共識而宣告分手。

### 軼聞
- 陳雅琳的學業表現優異，但因為家庭貧困，一路只能拿全校第二名，「在這樣的情況之下，我明明拿到全校第一名，但是獎狀名字老師可以自己填，他就給家長會長的小孩」[11]。
- 因從小身處環境保守，加上母親忙於工作沒教她性觀念。因此曾在學生時期，向同學公開發問「為什麼精子與卵子會變成受精卵」，讓同學尷尬地訓斥「這種事以後不要在公開場合問」，但她心裡依舊不明白[10]。
- 採訪過程追求真相，但也因此得罪不少人。曾因製播壹電視《探秘北韓》特別報導被平壤當局封殺；也曾因做新聞節目引起極端份子不滿，以剪貼文字的方式寄信給她，裡面還放一顆子彈；甚至惹怒地方立委，導致TVBS的地方中心「被消失」[12]。
- 跳槽壹電視後忙於採訪工作，甚至「常常到凌晨才會回家」，導致身體免疫系統長期不佳，並自嘲「辛苦賺來的錢，都拿去看醫生[13]」。

## 爭議
- 2002年8月26日，陳雅琳介紹韓國裔日本富商德原榮玉給同為TVBS主播的薛楷莉，引發了後來的「削凱子」事件。
- 2004年11月2日，TVBS主播方念華離職，陳雅琳被指控挑撥方念華與李四端之間的情誼；陳雅琳否認，並揚言提告，並不諱言蜚短流長是最大痛苦：「我曾找律師研究要對簿公堂，甚至抓爆料人的證據，但律師勸我應該要調適自己不在乎」。事實上，陳雅琳與方念華的私交甚密[14]，當時為有心人士刻意中傷。
- 2007年3月，製播三立新聞台228事件60周年特別節目《228走過一甲子》，引用阮朝日紀念館畫面，卻張冠李戴將國民黨於上海槍斃共產黨經濟犯的相片誣指為國民政府於228事變槍斃台灣人，造成軒然大波[15]。
- 2014年12月在三立播報晚間新聞期間，報導時任國安會秘書長金溥聰「指示國民黨副秘書長林德瑞致電連勝文陣營，要求勿批評頂新魏家」。金溥聰鄭重表示「絕無此事」，並要求陳雅琳公開道歉未果提告，一審判決陳雅琳勝訴，二審判決陳雅琳必須賠償金溥聰1元[16]。
- 2019年4月30日，陳雅琳獲內政部邀請，跟拍花蓮空勤隊幫運台灣黑熊「南安小熊」，卻引發保育團體不滿，並因有人散布不實消息而遭網路霸凌，5月2日她先在臉書個人臉書專頁上澄清並致歉[17][18]。5月7日，壹電視新聞自律委員會召開調查會議，發現並無保育團體與網路所謠傳之「偽裝身分」、「隱瞞媒體身分」、「暴露野放地點」等等情節，且事前保育團體早已被林務局告知有兩名記者要登機，且兩名記者事前也接受空勤所有勤前教育、並遵守每一項細節規定，因此該會議一致認定，無違反新聞專業倫理、且符合新聞自律規範[19]。6月17日，台灣媒體觀察教育基金會發出聲明，坦承之前譴責錯誤，向壹電視及陳雅琳道歉。[20]

## 學歷
- 臺南市北區立人國民小學
- 台南市民德國中
- 省立台南師範專科學校（今國立台南大學）畢業
- 中國文化大學新聞暨傳播學院大眾傳播學系（輔修企業管理）畢業
- 中國文化大學新聞暨傳播學院新聞研究所碩士班畢業
- 世新大學傳播研究所博士班畢業
- 北京大學EMBA

## 經歷
- 台北縣三重市光榮國小教師
- 《自由時報》政治記者、市政記者
- TVBS新聞部政治記者、資深記者、政治組組長、主播、主持人、製作人、編輯主任、編審
- 三立電視新聞部總編輯、主播、主持人、製作人
- 中國文化大學新聞系助理教授，講授「電視新聞報導」、「電視新聞播報」課程
- 國立高雄師範大學國文學系副教授，講授「電視新聞報導與播報」課程
- 國立台南大學語文系講師，講授「電視新聞報導與播報」課程
- 世新大學口語傳播系講師，講授「媒體表達」課程
- 壹電視新聞台新聞部經理、總編輯、主播、主持人、製作人
- 華視新聞主播、華視新聞資訊台台長、副總經理、主持人、製作人、中華電視公司代理總經理
- 李登輝基金會第七屆董事

## 曾擔任播報節目
| 時間                           | 頻道                     | 節目                               | 備註             |
| 2000年                         | TVBS新聞台               | 《週末1819整點新聞》               | 主播兼製作人     |
| 2000年                         | TVBS新聞台               | 《2100新聞最前線》                 | 主播             |
| 2004年                         | TVBS新聞台               | 《晚間67點新聞》                   | 主播兼製作人     |
| 2005年                         | TVBS新聞台               | 《午間1213新聞》                   | 主播兼製作人     |
| 2005年                         | TVBS                     | 《2100週末開講》                   | 主持人           |
| 2000年                         | TVBS                     | 《無線午報》                       | 主播兼製作人     |
| 2005年7月4日－2010年3月3日     | 三立新聞台               | 《三立新聞8點檔》                  | 主播兼製作人     |
| 2005年7月4日－2010年3月3日     | 三立新聞台               | 《新聞多異點》                     | 主播兼製作人     |
| 2010年3月4日－2012年9月23日    | 三立新聞台               | 《1800新聞網 1900台灣大頭條》      | 主播兼製作人     |
| 2005年9月3日－2009年7月        | 三立新聞台               | 《福爾摩沙事件簿‧陳雅琳報告》      | 主持人兼製作人   |
| 2006年                         | 三立新聞台               | 《台灣亮起來》                     | 主持人兼製作人   |
| 2007年                         | 三立新聞台               | 《消失的國界》                     | 主持人兼製作人   |
| 2005年                         | 三立新聞台               | 《媒體大審判》                     | 主持人兼製作人   |
| 2006年                         | 三立新聞台               | 《文化大國民》                     | 主持人兼製作人   |
| 2011年                         | 三立新聞台               | 《大時代》                         | 主持人兼製作人   |
| 2012年9月24日－2013年2月15日   | 三立新聞台               | 《2300全球Online》                 | 主播             |
| 2015年                         | 三立新聞台               | 《1700新聞網》                     | 主播             |
| 2014年7月1日－2015年3月31日    | 三立新聞台               | 《台灣大頭條》                     | 主播             |
| 2014年                         | 三立新聞台               | 《三立調查報告》                   | 主持人兼製作人   |
| 2016年10月17日－2019年1月4日   | 壹電視新聞台             | 《壹電視晚間新聞》                 | 主播             |
| 2016年10月17日－2020年11月     | 壹電視新聞台             | 《10點上新聞》                     | 主播兼製作人     |
| 2016年12月24日－2021年5月1日   | 壹電視新聞台             | 《新聞深呼吸》                     | 主持人兼製作人   |
| 2016年12月18日－2016年12月25日 | 壹電視新聞台             | 《探秘北韓 特別報導》              | 主持人兼製作人   |
| 2017年1月15日－2017年1月21日   | 壹電視新聞台             | 《轉型正義 黨產大揭密》            | 主持人兼製作人   |
| 2017年1月27日－2017年2月1日    | 壹電視新聞台             | 《閱讀城市》                       | 主持人兼製作人   |
| 2017年7月2日－2018年8月12日    | 壹電視新聞台             | 《我是救星》                       | 主持人兼製作人   |
| 2019年11月3日－2021年5月2日    | 壹電視新聞台             | 《我是救星》                       | 主持人兼製作人   |
| 2018年3月10日                  | 壹電視新聞台             | 《福島核災 世紀之殤》              | 主持人兼製作人   |
| 2018年4月21日                  | 壹電視新聞台             | 《壓不扁的台灣菊》                 | 主持人兼製作人   |
| 2018年8月19日                  | 壹電視新聞台             | 《達賴喇嘛 流亡的慈悲與智慧》      | 主持人兼製作人   |
| 2018年8月25日                  | 壹電視新聞台             | 《台灣風骨－信介仙》               | 主持人兼製作人   |
| 2018年8月26日－2018年11月18日  | 壹電視新聞台             | 《2018誰來當家》                   | 主持人兼製作人   |
| 2019年4月13日－2021年          | 壹電視新聞台             | 《台灣的前世今生》                 | 主持人兼製作人   |
| 2019年－2021年                 | 壹電視新聞台             | 《有一種style》                    | 主持人兼製作人   |
| 2019年9月7日                   | 壹電視新聞台             | 《自由的吶喊-香港反送中》          | 主持人兼製作人   |
| 2019年11月16日－2019年12月28日 | 壹電視新聞台             | 《2020政治戰起來》                 | 主持人兼製作人   |
| 2020年1月23日－2020年1月27日   | 壹電視新聞台             | 《黑色洋紫荊 香港民主戰場》        | 主持人兼製作人   |
| 2020年2月29日－2020年5月9日    | 壹電視新聞台             | 《終疾戰疫 武漢肺炎》              | 主持人兼製作人   |
| 2021年5月3日－2022年4月22日    | 華視主頻、華視新聞資訊台 | 《華視晚間新聞》                   | 當家主播         |
| 2021年7月16日                  | 華視主頻、華視新聞資訊台 | 《染疫第一線－三級風暴下的台灣》   | 主持人兼總製作人 |
| 2021年7月23日                  | 華視主頻、華視新聞資訊台 | 《疫情下的移工血淚》               | 主持人兼總製作人 |
| 2021年8月22日                  | 華視新聞資訊台           | 《島嶼抗疫日記》                   | 主持人兼製作人   |
| 2021年8月28日－至今            | 華視新聞資訊台           | 《新聞高峰會》                     | 主持人兼製作人   |
| 2021年10月3日                  | 華視新聞資訊台           | 《民主這條路》                     | 主持人兼製作人   |
| 2021年10月16日－2021年11月20日 | 華視新聞資訊台           | 《寶島漫波5G Go》                  | 主持人兼製作人   |
| 2021年10月24日                 | 華視新聞資訊台           | 《誰是加害者－台灣未竟的轉型正義》 | 主持人兼製作人   |
| 2021年10月31日                 | 華視新聞資訊台           | 《我是戒嚴軍》                     | 主持人兼製作人   |
| 2021年11月7日                  | 華視新聞資訊台           | 《明天過後啟示錄》                 | 主持人兼製作人   |
| 2021年11月14日                 | 華視新聞資訊台           | 《2050零碳大作戰》                 | 主持人兼製作人   |
| 2021年12月18日                 | 華視新聞資訊台           | 《四大公投看華視》開票特別報導     | 主持人           |
| 2021年12月18日                 | 華視新聞資訊台           | 《四大公投看華視》公投結果特別報導 | 主持人           |
| 2021年12月26日                 | 華視新聞資訊台           | 《踏出地平線》                     | 主持人兼製作人   |
| 2022年3月13日－至今            | 華視新聞資訊台           | 《島嶼微光》                       | 主持人兼製作人   |
| 2023年5月15日－至今            | 華視新聞資訊台           | 《World News 9陳雅琳世界晚報》     | 主持人兼製作人   |
| 2022年11月9日－2024年2月       | 華視主頻                 | 《1900華視晚間新聞》               | 當家主播         |

## 得獎紀錄

### 電視金鐘獎
| 年份   | 獲提名             | 獎項                             | 結果 |
| ------ | ------------------ | -------------------------------- | ---- |
| 2018年 | 《我是救星》       | 第53屆金鐘獎人文紀實節目主持人獎 | 提名 |
| 2019年 | 《台灣的前世今生》 | 第54屆金鐘獎自然科學紀實節目獎   | 提名 |
| 2020年 | 《台灣的前世今生》 | 第55屆金鐘獎自然科學紀實節目獎   | 提名 |
| 2021年 | 《台灣的前世今生》 | 第56屆金鐘獎自然科學紀實節目獎   | 提名 |
| 2023年 | 《天選之島》       | 第58屆金鐘獎自然科學紀實節目獎   | 獲獎 |

### 廣電基金
| 年份                | 獲提名                        | 獎項                       | 結果 |
| ------------------- | ----------------------------- | -------------------------- | ---- |
| 2005年9月-2009年7月 | 《福爾摩沙事件簿‧陳雅琳報告》 | 廣電基金評選為優良電視節目 | 獲獎 |
| 2006年1月-2016年9月 | 《台灣亮起來》                | 廣電基金評選為優良電視節目 | 獲獎 |

### 社會光明面報導獎
| 年份   | 獲提名                          | 獎項                      | 結果 |
| ------ | ------------------------------- | ------------------------- | ---- |
| 2009年 | 《台灣人奮戰不懈的精神》        | 社會光明面報導獎          | 獲獎 |
| 2010年 | 《慢飛天使的夢想旅程》          | 社會光明面報導獎          | 獲獎 |
| 2011年 | 《青春易逝‧夢想不老系列報導》   | 社會光明面報導獎          | 獲獎 |
| 2015年 | 《愛無國界‧吳哥不哭》           | 社會光明面報導獎          | 獲獎 |
| 2017年 | 《新聞深呼吸─台灣有愛》         | 社會光明面新聞報導獎      | 獲獎 |
| 2018年 | 《新聞深呼吸─擁抱不完美》       | 社會光明面新聞報導獎      | 獲獎 |
| 2019年 | 《新聞深呼吸-愛上被遺忘的愛》   | 社會光明面新聞報導獎      | 獲獎 |
| 2020年 | 《我是救星 - 蘭嶼 美麗與哀愁》  | 109年社會光明面新聞報導獎 | 獲獎 |
| 2022年 | 《島嶼微光－盲人環台 路跑募愛》 | 111年社會光明面新聞報導獎 | 獲獎 |
| 2024年 | 《新聞高峰會-失智，怎麼伴?》    | 113年社會光明面新聞報導獎 | 獲獎 |

### 學學獎
| 年份   | 獲提名                                                      | 獎項                         | 結果 |
| ------ | ----------------------------------------------------------- | ---------------------------- | ---- |
| 2010年 | 《一滴水‧一滴淚 福爾摩沙的傷痕 八八水災一周年的省思》紀錄片 | 2010原住民族影展第二屆學學獎 | 獲獎 |
| 2011年 | 《消失的海岸線》                                            | 第三屆學學獎                 | 獲獎 |

### 文創新聞報導獎
| 年份   | 獲提名                           | 獎項                      | 結果 |
| ------ | -------------------------------- | ------------------------- | ---- |
| 2012年 | 《台灣設計王國》                 | 文創新聞報導獎            | 獲獎 |
| 2013年 | 《台灣原生文創力》               | 文創新聞報導獎            | 獲獎 |
| 2014年 | 《台灣巷弄藏寶圖》               | 文創新聞報導獎            | 獲獎 |
| 2015年 | 《老靈魂‧新生命》                | 文創新聞報導獎            | 獲獎 |
| 2016年 | 《台灣亮起來 重現美好年代》      | 文創新聞報導獎            | 獲獎 |
| 2019年 | 《新聞深呼吸-地方創生 翻轉台灣》 | 文創產業新聞報導獎        | 獲獎 |
| 2020年 | 《新聞深呼吸-文創大未來》        | 109年度文創產業新聞報導獎 | 獲獎 |
| 2024年 | 《新聞高峰會-綠色創新 永續台灣》 | 113年度文創產業新聞報導獎 | 獲獎 |

### 曾虛白台達能源與氣候特別獎
| 年份   | 獲提名                  | 獎項                       | 結果 |
| ------ | ----------------------- | -------------------------- | ---- |
| 2014年 | 《不要核四‧然後呢？》   | 曾虛白台達能源與氣候特別獎 | 獲獎 |
| 2019年 | 《新聞深呼吸-大地之殤》 | 2019台達能源與氣候特別獎   | 提名 |
| 2024年 | 《失控的遊蕩犬》        | 公共服務報導獎             | 提名 |

### 消費者權益報導獎
| 年份   | 獲提名                        | 獎項                    | 結果 |
| ------ | ----------------------------- | ----------------------- | ---- |
| 2015年 | 《氾濫植牙揭黑幕》            | 104年消費者權益報導獎   | 獲獎 |
| 2019年 | 《新聞深呼吸-純天然的真相》   | 108年度消費者權益報導獎 | 獲獎 |
| 2020年 | 《新聞深呼吸 – 疫亂下的危機》 | 109年消費者權益報導獎   | 獲獎 |

### 台灣扶輪公益新聞金輪獎
| 年份   | 獲提名                              | 獎項                                              | 結果 |
| ------ | ----------------------------------- | ------------------------------------------------- | ---- |
| 2016年 | 《台灣阿肝 濟世金氏紀錄》           | 台灣扶輪公益新聞金輪獎                            | 獲獎 |
| 2019年 | 《新聞深呼吸-翻轉人生路》           | 台灣扶輪公益新聞金輪獎                            | 獲獎 |
| 2020年 | 《新聞深呼吸-「醫」路上有你》       | 109年台灣扶輪公益新聞金輪獎                       | 獲獎 |
| 2021年 | 《有一種Style叫植物獵人 》          | 2021台灣扶輪公益新聞金輪獎 電視新聞節目主持人獎   | 獲獎 |
| 2021年 | 《新聞深呼吸 - Open偏鄉 打開機會 》 | 2021台灣扶輪公益新聞金輪獎 扶輪公益新聞報導特別獎 | 獲獎 |

### 現代財經新聞獎
| 年份   | 獲提名                          | 獎項                 | 結果 |
| ------ | ------------------------------- | -------------------- | ---- |
| 2018年 | 《新聞深呼吸-AI產業新革命》     | 現代財經新聞獎       | 獲獎 |
| 2020年 | 《新聞深呼吸 – 疫軍突起新經濟》 | 2020年現代財經新聞獎 | 獲獎 |

### 全球華文永續報導獎
| 年份   | 獲提名                                | 獎項                                | 結果 |
| ------ | ------------------------------------- | ----------------------------------- | ---- |
| 2019年 | 《新聞深呼吸-大地之殤》               | 全球華文永續報導獎                  | 提名 |
| 2020年 | 《台灣的前世今生 – 蘭花王國的起與落》 | 全球華文永續報導獎                  | 提名 |
| 2021年 | 《新聞深呼吸 - 留住一滴水》           | 第五屆全球華文永續報導獎            | 提名 |
| 2021年 | 《當家園變成國家公園》                | 第五屆全球華文永續報導獎 短片類首獎 | 獲獎 |

### 銀響力新聞獎
| 年份   | 獲提名                            | 獎項                                                     | 結果 |
| ------ | --------------------------------- | -------------------------------------------------------- | ---- |
| 2021年 | 《新聞深呼吸 - 有一天 你也會老 》 | 第一屆銀響力新聞獎 電視及網路影音類 年度最具影響力新聞獎 | 獲獎 |

### 平冤新聞獎
| 年份   | 獲提名                  | 獎項       | 結果 |
| ------ | ----------------------- | ---------- | ---- |
| 2023年 | 《新聞高峰會-泰源事件》 | 平冤新聞獎 | 獲獎 |
| 2024年 | 《新聞高峰會-獵人無罪》 | 平冤新聞獎 | 獲獎 |

### 臺灣醫療報導獎
| 年份   | 獲提名                           | 獎項                  | 結果 |
| ------ | -------------------------------- | --------------------- | ---- |
| 2021年 | 《新聞深呼吸 - 山巔海角行醫路 》 | 110年度臺灣醫療報導獎 | 獲獎 |
| 2023年 | 《疫苗 - 希望與恐懼之戰 》       | 112年度臺灣醫療報導獎 | 獲獎 |

### 卓越新聞獎調查報導獎
| 年份   | 獲提名                              | 獎項                           | 結果 |
| ------ | ----------------------------------- | ------------------------------ | ---- |
| 2016年 | 《爐渣屋崩裂啟示錄》                | 第十五屆卓越新聞獎調查報導獎   | 提名 |
| 2020年 | 《自由的吶喊 – 香港反送中》特別報導 | 第十九屆卓越新聞獎即時新聞獎   | 提名 |
| 2020年 | 《新聞深呼吸 – 疫亂下的危機》       | 第十九屆卓越新聞獎調查報導獎   | 提名 |
| 2023年 | 《新聞高峰會 – 藥荒之痛》           | 第22屆卓越新聞獎短篇深度報導獎 | 提名 |

### 吳舜文新聞獎專題報導獎
| 年份   | 獲提名                  | 獎項                         | 結果 |
| ------ | ----------------------- | ---------------------------- | ---- |
| 2016年 | 《爐渣屋崩裂啟示錄》    | 第30屆吳舜文新聞獎專題報導獎 | 提名 |
| 2017年 | 《新聞深呼吸-AI大未來》 | 第31屆吳舜文新聞獎專題報導獎 | 提名 |

## 著作
| 出版日期          | 書名                                             | 出版社     | ISBN                   |
| ----------------- | ------------------------------------------------ | ---------- | ---------------------- |
| 2014年4月出版     | 《希望回來了：最大的苦難，最美的重生》           | 圓神出版社 | ISBN 978-9861334936    |
| 2021年1月20日出版 | 《那些生命中的微光：關於愛與勇氣的十個精采人生》 | 天下文化   | ISBN 978-986-525-032-4 |

## 收視率
- 曾獲《讀者文摘》票選為全國百大受信賴人物。
- 2014年11月7日主持《台北市長候選人辯論會》，收視率4.36，創選舉辯論會收視紀錄。[21]
- 2014年11月29日主持《九合一大選》選舉開票特別報導，收視率破3，居新聞台之冠。[22][23]

## 紀錄片拍攝
- 2010年：「一滴水‧一滴淚　福爾摩沙的傷痕　八八水災一周年的省思」。原住民族影展。
- 2013年：「喜」、「樂」農業達人‧雲林甜度12影展。
- 2013年：「水牛來了」，桃園城市記錄片影展。

## 外部連結
- 陳雅琳主播的Facebook專頁
- 陳雅琳的Instagram帳戶